# Bettina Heinen-Ayech
Bettina Heinen-Ayech (født 3. september 1937 i Solingen, død 7. juni 2020 i München ) var en tysk kunstmaler, der især blev kendt for sine farverige landskaber fra Algeriet .

## Biografi
Bettina Heinen var datter af journalisten Johann Jakob Josef “Hanns” Heinen (1895–1961), som var mangeårig chefredaktør af Solinger Tageblatt og brancheavisen Eberswalder Offertenblatt, og som desuden var aktiv som lyriker og dramatiker .  Hendes mor Erna, født Steinhoff (1898–1969), stammede fra en westfalsk familie med sæde på riddergodset Haus Ahse ved Soest.  Bettina Heinen havde tre søskende, to brødre og en søster. Børnene voksede op i familiens hjem, som lå i byen Solingen og var præget af kunst og åbenhed. Familien boede i et gammelt bindingsværkshus i bydelen Höhscheid. Huset var et såkaldt Steigerhaus, et hus, hvor formanden i den lokale blymine tidligere boede. Heinen boede i dette hus under sine ophold i hjembyen indtil hun nåede en høj alder.  
Under Anden Verdenskrig fra 1942 boede Bettina Heinen med sin mor og sin søster i Kreuzthal-Eisenbach ved Isny i Allgäu, og senere stødte maleren og familiens ven Erwin Bowien (1899–1972) til, som i 1942 efter ti års ophold i Nederlandene var vendt tilbage til Tyskland og var på konstant flugt fra NS-myndighederne. Faderen Hanns Heinen fulgte efter i 1944, efter han havde udgivet en artikel om Tysklands virkelige situation. Mod ham og Bowien ankom der i Kreuzthal arrestordrer, som „Postfrøkenen rev i stykker”, som Heinen senere oplyste. 
Fra 1948 til 1954 gik den unge Bettina Heinen på Solingens August-Dicke-Mädchengymnasium, hvor en lærerinde så og fremmede hendes talent. En første kunstnerisk uddannelse fik hun af Bowien, som i 1945 flyttede ind hos familien Heinen i det såkaldte „Schwarzes Haus“ og forblev hendes mentor til sin død. Fra 1954 gik hun på Kölner Werkschulen og der i klassen for monumentalt vægmaleri hos Otto Gerster, hvor hun fik merit for de tre første klasser. I 1955 blev Bettina Heinens værker – 20 akvareller og tegninger – for første gang udstillet i Kursaal i Bad Homburg . Billeder af den dengang 18-årige Bettina Heinen blev af galleriejeren Hanna Bekker vom Rath i Frankfurt inkluderet i gruppeudstillingen Deutsche Kunst der Gegenwart (1955/56), hvor disse under en turne igennem Sydamerika, Afrika og Asien blev vist ved siden af kunstværker af Karl Schmidt-Rottluff, Paul Klee, Max Beckmann, Max Ernst, Ernst Ludwig Kirchner og Käthe Kollwitz. Schmidt-Rottluff gav hende rådet: „Bettina, forbliv trofast mod dig selv!“
Dernæst fulgte et studie hos  Hermann Kaspar på Münchens kunstakademi samt rejser til Ticino. Fra 1958 læste Bettina Heinen på det Kongelige Danske Kunstakademi i København og tog på sin første af mange rejser til Norge, hvor hun købte en hytte for foden af de Syv Søstre.  I 1959 og 1962 modtog Bettina Heinen stipendier fra kulturministeriet i Nordrhein-Westfalen. Herefter fulgte malerophold på Sild, i Ticino og Norge samt i Paris. 1962 tog Bettina Heinen på sin første rejse til Nordafrika, da hun af Deutsches Kulturinstitut blev inviteret til Kairo. 
Da Heinen i 1960 sammen med Bowien malede i Jardin du Luxembourg i Paris, mødte hun sin senere ægtemand, algerieren Abdelhamid Ayech (1926–2010). To år efter datteren Dianas fødsel i 1961 flyttede familien til Guelma, Ayechs hjemby i Algeriet, som i mellemtiden var blevet uafhængigt af Frankrig. I 1969 blev sønnen Haroun født. I de følgende årtier pendlede Bettina Heinen-Ayech mellem Solingen og Algeriet, hvor hun under sin søgen efter motiver i sin bil, „et køretøj, der engang blev født som en R4“, blev et velkendt fænomen med ”den uundgåelige cigaretholder i mundvigen”.  Hendes kærlighed til Algeriet var ifølge Bettina Heinen-Ayech også baseret på hendes kærlighed til hendes mand Hamid, en „fri og modig mand“. 
I 1968 blev de første værker af Bettina Heinen-Ayech købt af nationalmuseet i Algier (Musée National des beaux-arts d’Alger), og i 1976 blev hun hædret med Grand Prix de la ville d’Alger. Samme år blev hun formand for Erwin Bowiens vennekreds (Bowien var død i 1972). I 1992 blev et retrospektiv på 120 af hendes malerier udstillet på Musée National des beaux-arts d’Alger. I 1993 modtog hun kulturprisen fra Solinger Bürgerstiftung Baden. I 2004 blev et andet stort retrospektiv på hendes værker vist i Algier. Den daværende algeriske kulturminister Khalida Toumi var protektor for udstillingen. I 2006 blev hun igen hædret af den algeriske regering. Samme år, mens hun var væk, var der indbrud i hendes hus i Solingen, hvor tyvene målbevidst gik efter seks malerier af Erwin Bowien. 
Indtil 2018 blev Heinen-Ayechs billeder vist i over 100 enkelt- og talrige gruppeudstillinger i Europa, Amerika og Afrika. Hendes fornavn „Bettina“ blev til hendes kunstnernavn, også på den arabiske skrivemåde بتينا. Bettina Heinen-Ayechs liv og værk er blevet vist i bøger og film. I 2012 vendte hun for første gang efter krigen tilbage til Kreuzthal i Allgäu og blev ledsaget af et tysk fjernsynshold fra Bayerischer Rundfunk. 
Bettina Heinen-Ayech døde 82 år gammel i München den 7. juni 2020.

## Arbejde
Inden for rammerne af sin uddannelse lærte Bettina Heinen-Ayech alle teknikker, men fokuserede på akvarelmaling. Som udendørsmaler skabte hun adskillige landskabsmalerier og sjældnere portrætter. Under sine ophold i Algeriet udviklede hun sin egen teknik: På grund af den tørre luft i Guelma ville vandfarverne der ikke flyde sammen som i Europa, men tørre hurtigt. Derfor udviklede hun sin egen tilgang: „Jeg føjer de kraftige farver sammen som én mosaisk farvestreg ved siden af den næste”. De intense farver skaber tilsammen et levende billede af landskaberne og lyset i Algeriet. I terrorismens år i 1990‘erne til ind i  2000‘erne var hun i Algeriet kun i stand til at male portrætter, stilleben og det, hun så fra sit vindue, fordi hun ikke kunne rejse rundt. 
I Algeriet var det dog ikke kun hendes teknik, men også hendes personlighed, der blev ændret, sagde Bettina Heinen-Ayech. Hun bevægede sig væk fra sine „europæiske fordomme“ og „lyttede“ til den skønne natur i Guelma: „Det sydlige bjerg, Mahounaen, dens marker, binder og fængsler alle mine sanser og bevarer mine fantasier. Jeg maler dette område om foråret, når det grønne på de rødplettede marker – valmuer – lyser i alle sine nuancer, der er langt fra Europas tætte grønne farve. Om sommeren, når områdets blå og violette toppe hæver sig over hvedefelternes vidunderlige guld. Om vinteren, når jordens rød har en utrolig styrke, der er så vanskelig at gengive!“ 
Allerede i 1967 skrev journalisten Max Metzker om Bettina Heinen-Ayech i Düsseldorfer Nachrichten: „Hun er i stand til at gøre et landskab tilgængeligt for alle, også dem der ikke kender det. Portrætterne er ikke kun billeder af mennesker, men også dybe gengivelser af sjæle.“ 

## Museer, arkiver, offentlige samlinger
Malerier og dokumenter af kunstneren Bettina Heinen-Ayech opbevares i flere museer, arkiver og offentlige samlinger i forskellige europæiske og nordafrikanske lande. I Algeriet findes der en stor samling af malerier af kunstneren Bettina Heinen-Ayech i nationalmuseet for skønne kunster i Algier (Musée National des Beaux Arts d´Alger), samt i byens kunstsamling i hovedstaden Algier i "Galeri Samson" og præsidentkontorets samling i Algier. I Norge er Bettina Heinen-Ayech repræsenteret i kommunen Alstahaugs kunstsamling. I Tyskland findes kunstnerens malerier i kunstsamlingen i delstaten Nordrhein-Westfalen, i kunstmuseet i Solingen, i Nordfriesland Museum. I Schweiz opbevares yderligere arkivmateriale om kunstneren i arkiverne af SIK-ISEA: institut for kunstvidenskab om historisk og kontemporær kunst i Schweiz i Zürich.

## Kunstnerkolonien „Schwarzes Haus“
I 2020 blev der anbragt en mindeplade for hende og hendes venner fra en kunstnerkoloni på hendes forældres hus, det såkaldte „Schwarzes Haus“. I januar 2022 blev den almennyttige Bettina Heinen-Ayech-fond for kunst, kultur og international dialog grundlagt. Fonden varetager kunstnerens arv   .
Siden Bettina Heinen-Ayechs død har hendes søn, lægen Haroun Ayech i München, engageret sig i hendes og hendes kunstnerkollegaers minde. Kunstneren selv boede til sin død i det såkaldte „Schwarzes Haus“, det tidligere Steigerhaus ved blyminen Höhscheider, som Heinens far havde købt i 1932. Efter anden verdenskrig flyttede Erwin Bowien ind i nabohuset „Rotes Haus“. Ayech grundlagde den almennyttige fond „Bettina Heinen–Ayech-fonden – Fonden for kunst, kultur og international dialog“. Fonden på sin side iværksatte Solingens kunstnerkoloni „Schwarzes Haus“. 
I februar 2023 blev kunstnerkolonien "Black House" optaget i " European Federation of Artists' Colonies " og lidt senere i Europarådets "Impressionisms Routes" kulturelle rute. 

## Æresbevisninger
- 1976 Bettina Heinen-Ayech modtager Grand Prix de la ville d’Alger
- 1993 Kulturpreis der Bürgerstiftung Baden, Solingen
- 1998 Byen Constantine i Algeriet ærer kunstmaleren med en Prix d’honneur
- 2003 Den algeriske stats pris overgives af kulturminister Khalida Toumi som æresbevisning for det samlede kunstneriske værk
- 2006 Officiel æresbevisning fra det algeriske kulturministerium
- 2023 – Optagelse på listen over de 50 vigtigste kvindepersonligheder i delstaten Nordrhein-Westfalen. Projekt FrauenOrte NRW. [28] [29]

## Publikationer
- (som redaktør) Hanns Heinen: Aus der Fülle des Lebens. Digte. U-Form, Solingen.
- (som redaktør) Erwin Bowien: Das schöne Spiel zwischen Geist und Welt – Mein Malerleben. ISBN 3-88234-101-7 .
- (som redaktør) Erwin Bowien. Werkverzeichnis – Catalogue Raisonné – Werkoverzicht. U-Form, Solingen 1999, ISBN 3-88234-103-3 .

## litteratur
- Eduard Fallet-von Castelberg: Bettina Heinen. Kleiner, Bern 1967. (tysk/fransk)
- Ali Elhadj-Tahar/Hans Karl Pesch: Bettina Heinen-Ayech. U-Form Verlag, Solingen 1982.
- Marianne Kopatz: Bettina Heinen-Ayech, Aquarelle und Zeichnungen aus Algerien. Udgivet af: Stadtsparkasse Solingen. 1985.
- Malika Bouabdellah/Diana Millies/Bernard Zimmermann: Bettina Heinen-Ayech Retrospektive 1951–1992. Udgivet af: Stadtsparkasse Solingen. 1992.
- Malika Bouabdellah: „Bettina“ Katalog over retrospektivet på Musée National des Beaux-Arts. 1993.
- Hans Karl Pesch: Bettina, Kollektion Klaus Wiens. 1999, {{ISBN|3-88234-106-8}}.
- Dalila Mahammed Orfali: „Bettina“. Katalog over retrospektivet på Musée National des Beaux-Arts. 2005.
- Taieb Larak: Bettina, la rencontre d’un peintre et d’un pays. Bettina Heinen-Ayech et l’Algérie. 2007.
- Ali Elhadj-Tahar/Dr. Haroun Ayech: "Bettina". Galerie Dar El Kenz, Alger, 2016.
- Taieb Larak, Bettina. Die Begegnung einer Malerin mit einer Landschaft. Bettina Heinen-Ayech und Algerien. En-Nakhla, Algier, 2018, ISBN 978-9947-0-5382-9.
- Dr. Claudia Schöning-Kalender; Bettina Heinen-Ayech: Bewegung, Farbe, Licht. Das Künstlerische Vermächtnis einer Malerin. Art Profil, Magazin für Kunst, hefte nr. 144-2021
- Cristina Streckfuss: Künstlerkolonie und Zeitzeuge zugleich. Das "Schwarze Haus" in Solingen. I: Art Profil Kunstmagazin, S. 48–53, hefte nr. 148-2022.

## Film
- 1992: Bettina Heinen-Ayech, Lettre à Erwin Bowien, Künstler-Portrait (Hassan Bouabdellah, Visualis Production, Algier 1992. Tysk udgave: Bettina Heinen-Ayech, Brief an Erwin Bowien. Visualis Production i samarbejde med Avalon Film+TV-Produktion, Solingen 1992)
- 2002: Bettina Heinen-Ayech, Hymne à la nature (Boualem Aissaoui, CYM Audiovisuel, Algier)
- 2010: Die Kunst der Erinnerung (rapport om Bettina Heinen-Ayechs første besøg i Kreuzthal siden krigens afslutning, i BR-format „Zwischen Spessart und Karwendel“)
- 2015: Fluchtpunkt im Allgäu – Die Kunst der Erinnerung: Erwin Bowien im Kreuzthal (regi:Georg Bayerle og Rudi Holzberger. Bayerle-Kümpfel-Holzberger Foundation)
- 2017: Bettina Heinen-Ayech – Solinger Malerin in Algerien (bidrag til kunstnerens 80-års fødselsdag i formatet „Lokalzeit Bergisches Land“ af WDR)